# Projeção de Fischer

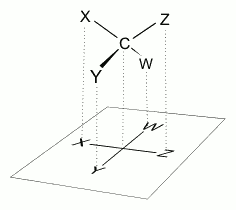
Projeção de uma molécula tetraédrica sobre uma superfície plana.

Visualizando uma projeção de Fischer.

A projeção de Fischer, idealizada por Hermann Emil Fischer em 1891, é um representação bidimensional de uma molécula orgânica tridimensional por projeção. Projeções de Fischer foram originalmente propostas para a descrição de carboidratos e utilizados por químicos, particularmente em química orgânica e bioquímica. O uso de projeções de Fischer em moléculas que não sejam carboidratos é desencorajada, devido a tais desenhos serem ambíguos quando confundidos com outros tipos de desenhos.